# Physique de l'atmosphère

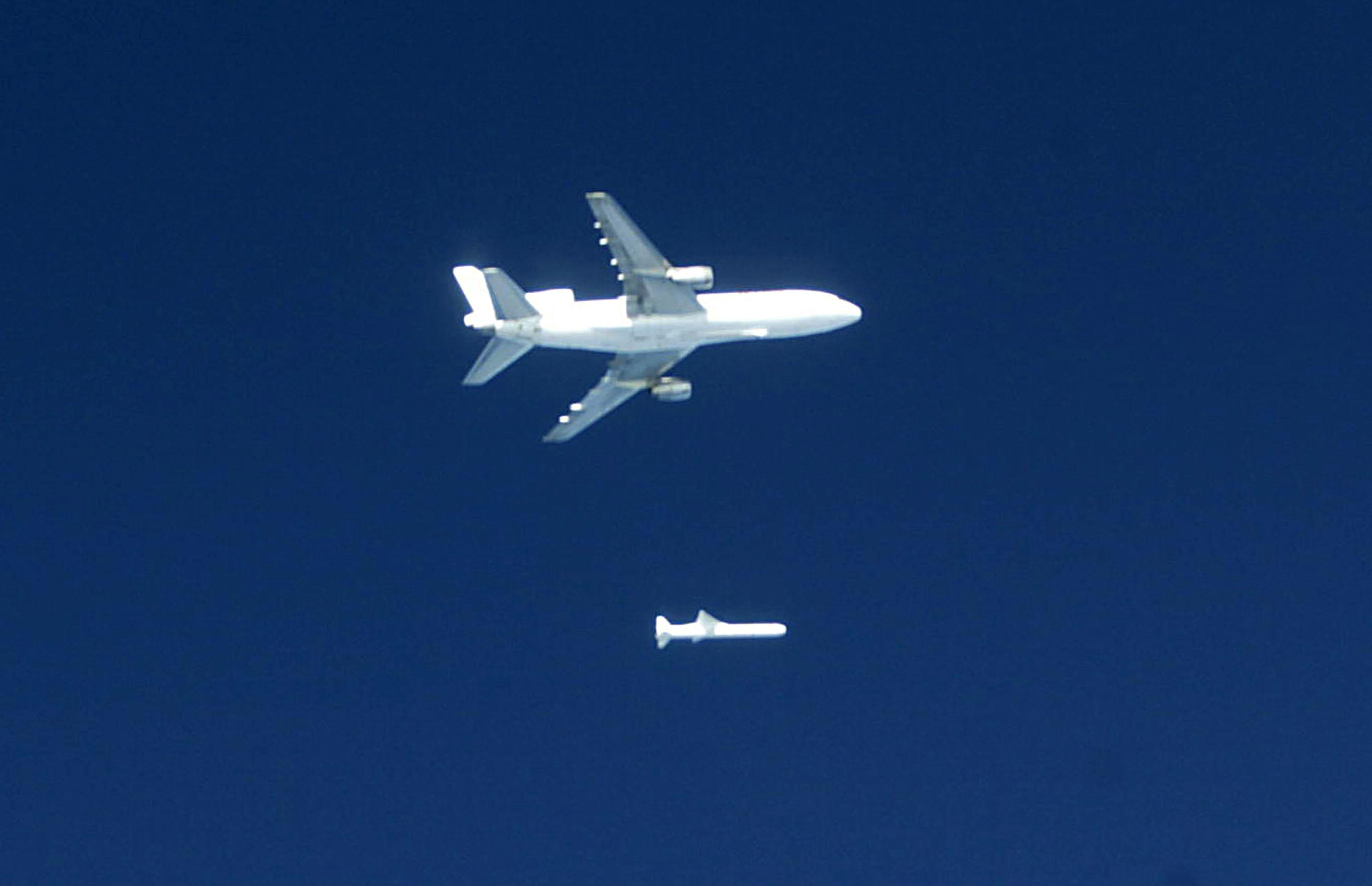
Lancement du satellite scientifique SORCE par un lanceur aéroporté Pegasus qui étudiera, en survolant la Terre, l'influence solaire sur la couche d'ozone, la circulation atmosphérique, les nuages et les océans. La mission était une collaboration entre le NASA et le laboratoire de physique atmosphérique de l'Université du Colorado.

La physique de l'atmosphère, ou physique atmosphérique, est l'application de la physique à l'étude de l'atmosphère de la Terre et des autres planètes. Il s'agit de l'étude des transferts énergétiques et des changements de phase des composantes de l'atmosphère, de la théorie de la diffusion et des modèles de la propagation des ondes, de la physique des nuages, de la mécanique statistique, des électrométéores et des photométéores, du vent solaire, des tempêtes géomagnétiques, du couplage terre-océan, des plasmas naturels, etc.,,. Afin de simuler les interactions physiques dans l'atmosphère, les chercheurs utilisent des éléments de ces domaines, tous hautement mathématiques et liés à la physique,.
Il existe des liens étroits entre ce savoir, la météorologie et la climatologie, la physique atmosphérique jouant un rôle déterminant dans l'observation et la prévision de changements climatiques dus aux gaz à effet de serre. En plus, la physique atmosphérique s'intéresse à la conception et la construction d'appareils (dont certains télédétecteurs) pour l'étude de l'atmosphère et l'interprétation des données recueillies. À l'aube de l'ère spatiale et le lancement de sondes, l'aéronomie se distingua comme une sous-discipline étudiant les couches supérieures de l'atmosphère, où la dissociation et l'ionisation entrent en jeu.

## Sujets d'étude

### Aérologie et aéronomie

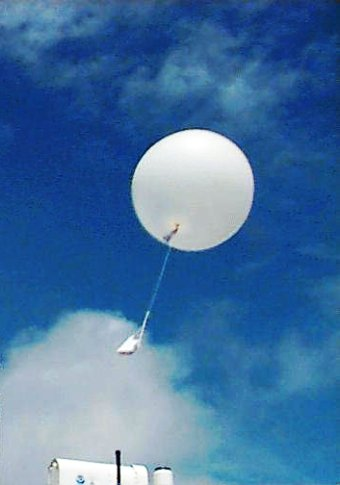
Ballon météo.

L'aérologie est l'étude expérimentale in situ des caractéristiques physiques et chimiques de la troposphère et de la stratosphère. C'est une technique de la météorologie où on utilise les radiosondes, les satellites, les données venant d'avions de ligne et de fusées. 
L'aéronomie est l'étude des propriétés physiques et chimiques des parties de l'atmosphère où les réactions d'ionisation et de dissociation deviennent prédominantes par opposition à l'aérologie qui étudie les portions de l'atmosphère où les phénomènes de turbulences ont une importance majeure. Par extension, l'aéronomie couvre aussi l'étude de l'atmosphère des comètes et des autres planètes. L'aéronomie est une science multidisciplinaire considérée une sous-discipline de la physique atmosphérique, utilisant principalement les outils de la physique et de la chimie.

### Électrométéores

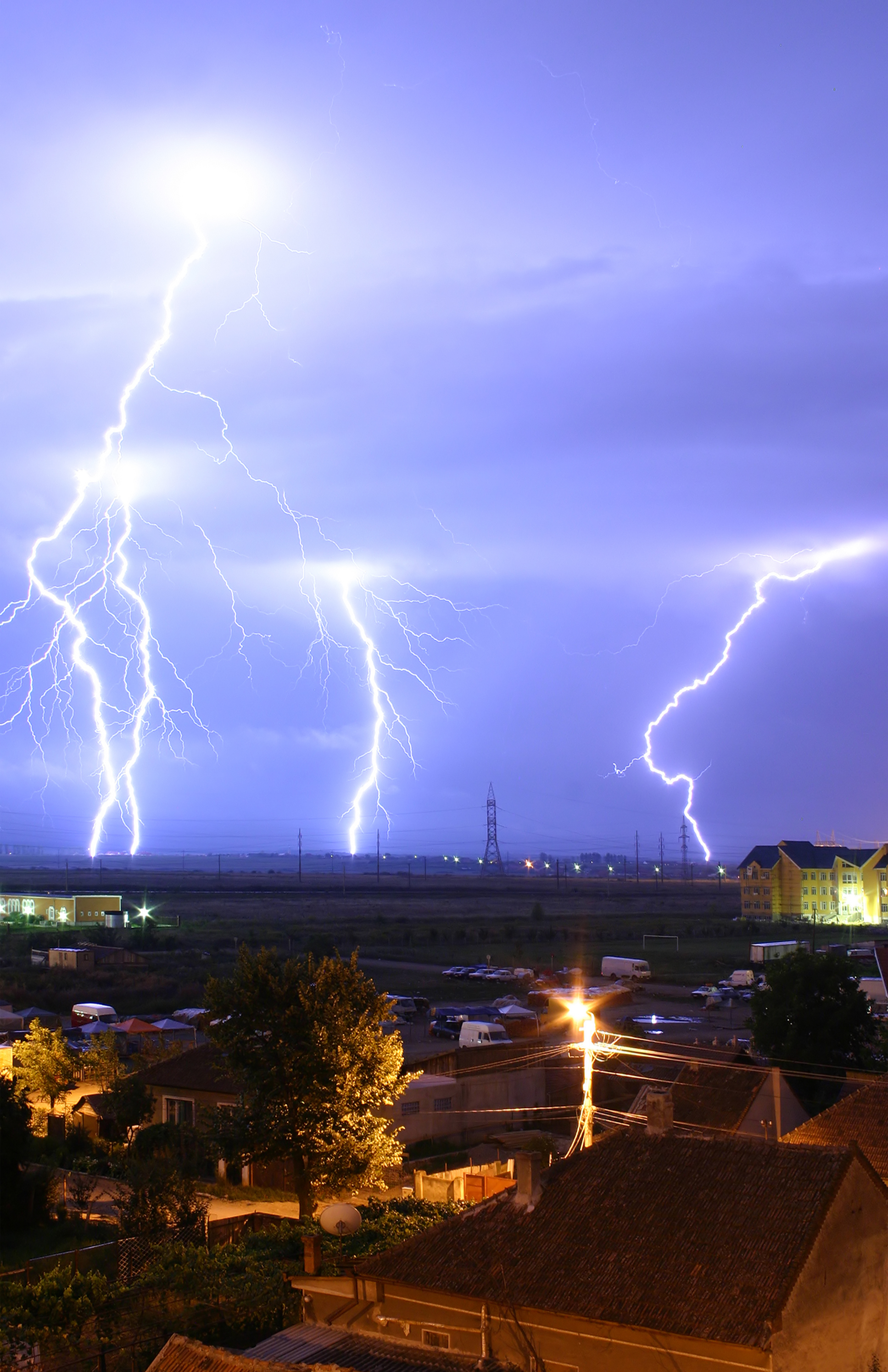
Foudre nuage-sol.

L'électricité atmosphérique, ou électrométéores, est le terme donné à l'électrostatique et à l'électrodynamique de l'atmosphère,ou plus largement à ces phénomènes dans l'atmosphère de n'importe quelle planète. L'ionosphère et la surface forment un circuit électrique global où la foudre dégage 30 000 ampères par décharge sous une tension allant jusqu'à 100 millions de volts, émettant lumière, ondes radio, rayons X et rayons gamma. La température du plasma dans la foudre peut atteindre 28 000 k et la densité électronique peut dépasser 1 024 /m3.

### Étude de la pression et de la température
La pression et la température varient avec l'altitude et la masse d'air et l'étude de ces variations causent, avec la rotation de la Terre, les variations de pression au sol. De plus, les réchauffements diurnes cycliques des masses d'air par le Soleil. Comme pour les océans, elle est semi-diurne, induisant des variations de la pression atmosphérique de l'ordre de 1 hPa. Ce phénomène, d'échelle planétaire, a donc des causes similaires aux marées océaniques (qui soulèvent les eaux) et les marées terrestres (qui déforment légèrement la croûte terrestre) avec en plus une « marée thermique ».

### Physique des nuages

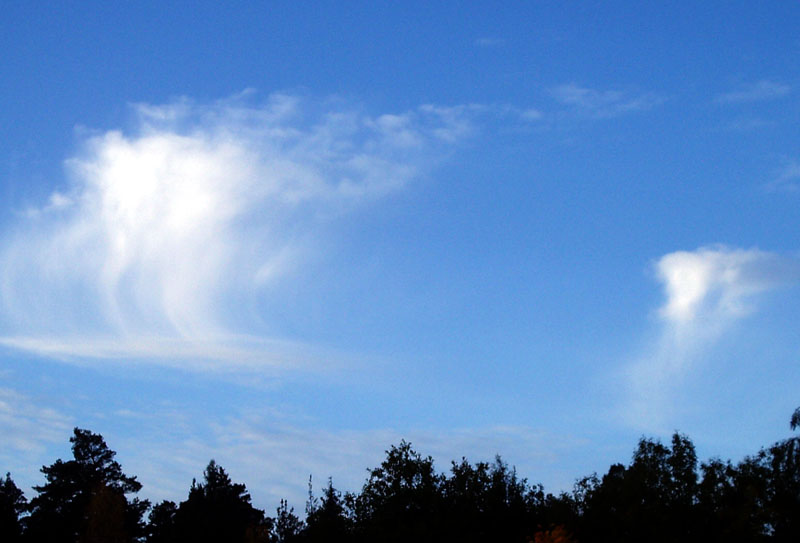
Altocumulus avec virga

La physique des nuages  est l’étude des processus physiques et dynamiques de formation des nuages et des précipitations qui les accompagnent,. Les nuages chauds sont formés de microscopiques gouttelettes et les froids de cristaux de glace ou parfois des deux types. Leur formation est contrôlée par la disponibilité de vapeur d'eau dans l’air et des mouvements verticaux dans celui-ci. 
Le mouvement vertical peut être induit par une ascendance à grande échelle, comme dans le cas des dépressions synoptiques, ou à méso-échelle comme dans le cas des orages. La physique qui contrôle ces processus se passe à l’échelle microscopique. Elle est gouvernée par les lois de la mécanique des fluides et la loi de Raoult qui régit la pression de vapeur autour du noyau de condensation. La physique des nuages est toujours un sujet de recherche qui bénéficie de nombreux nouveaux instruments depuis les années 1960, en particulier le radar météorologique, les satellites météorologiques et les disdromètres.

### Transferts radiatifs et influences solaires

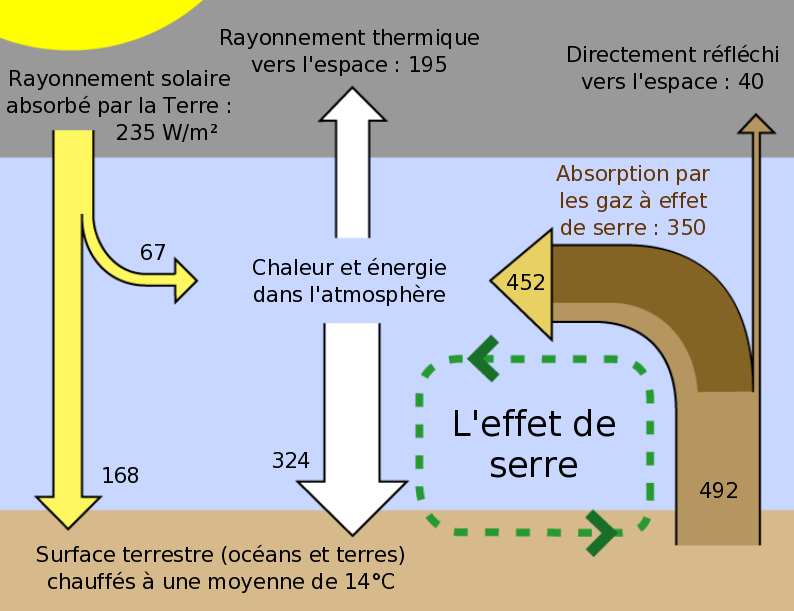
Bilan des échanges thermiques entre l'espace, l'atmosphère et la surface terrestre.

Les physiciens de l'atmosphère divisent généralement le rayonnement en rayonnement solaire et rayonnement terrestre réémis par la surface et l'atmosphère de la Terre. Le rayonnement solaire contient une variété de longueurs d'onde allant de lumière visible aux longueurs d'onde les plus courtes de l'ultraviolet (UV) du spectre. De l'autre côté, l'atmosphère et le sol absorbe ces radiations et les réémettent dans de plus grandes longueurs d'onde regroupées dans l'infrarouge. Le bilan radiatif de la Terre étant globalement nul, c'est-à-dire que la quantité d'énergie absorbée est égale à la quantité d'énergie réémise, l'étude des mécanismes physiques qui le contrôlent sont donc essentiels à la compréhension de la dynamique des systèmes météorologiques.
Cette étude comprend : les interactions entre les gaz qui composent l'atmosphère, l'effet de l'ozone stratosphérique et troposphérique, l'albédo, etc. Il faut également tenir compte de l'influence des cycles d'activité solaire au moyen de l'observation pour ensuite la modéliser en visant à comprendre les perturbations qui l'affecte et à prévoir d'éventuels effets sur les systèmes biologiques et technologiques.

## Instrumentation et recherches

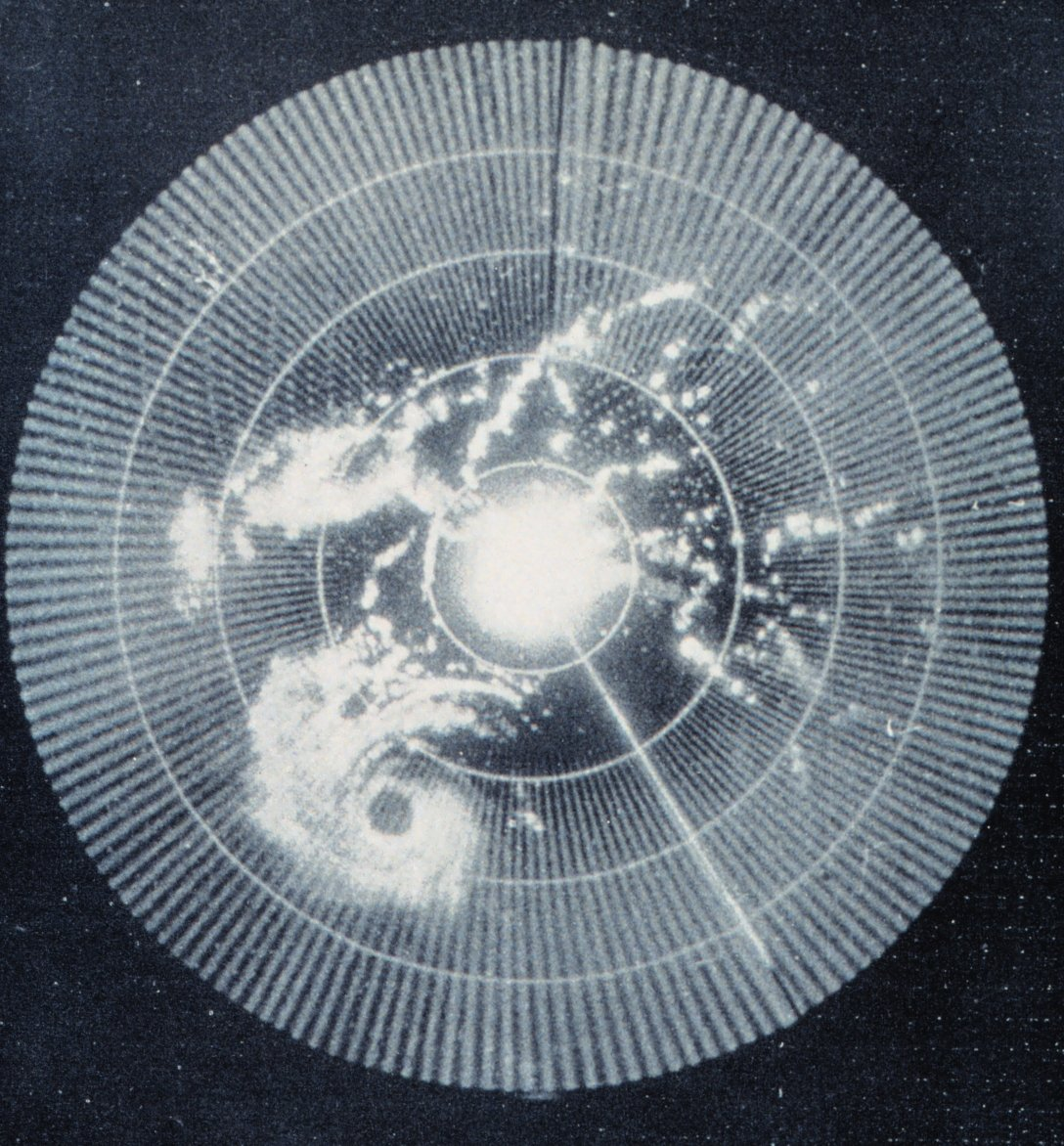
Réflectivité sur un radar météorologique donnant le taux de précipitations sur une large étendue.

La physique de l'atmosphère utilise des instruments in situ comme les stations météorologiques et les sondages par ballon-sonde et fusée-sonde. De plus en plus, les données proviennent de la télédétection, soit par l'intermédiaire d'un instrument de mesure n'ayant pas de contact avec l'objet étudié comme les satellites, les sodars, les radars, les sonars, les lidars, les sismographes, etc..
La télédétection permet de collecter des données sur les zones dangereuses ou inaccessibles et sur de larges territoires alors que les données in situ sont ponctuelles. Les applications de télédétection comprennent la surveillance de la déforestation dans des zones telles que le bassin amazonien, les effets du changement climatique sur les glaciers et les régions arctiques et antarctiques, ainsi que le sondage des profondeurs côtières et océaniques. Elle nécessite cependant un filtrage et une interprétation des données qui peut être complexe et comporter des erreurs non négligeables.
Au Royaume-Uni, le Met Office, le Natural Environment Research Council et le Science and Technology Facilities Council sont les principaux organismes de recherche dans ce domaine. Aux États-Unis, les divisions de l'Administration nationale américaine des océans et de l'atmosphère (NOAA) supervisent les projets de recherche et la modélisation météorologique faisant intervenir la physique de l'atmosphère, alors que le National Astronomy and Ionosphere Center mène également des études sur la haute atmosphère. En Belgique, l’Institut d'aéronomie spatiale de Belgique étudie l’atmosphère et l’espace. Ailleurs dans le monde, la plupart des services météorologiques importants emploient des chercheurs en physique de l'atmosphère dont Météo-France, le Service météorologique du Canada, le Bureau of Meteorology australien et bien d'autres.